# Sabina (Ohio)
Pour les articles homonymes, voir Sabina.
Sabina est un village américain situé dans le comté de Clinton, dans l'Ohio. Selon le recensement de 2010, sa population est de 2 564 habitants.